# Tharsis Montes
Tharsis Montes är en bergskedja på Mars som från norr till söder består av sköldvulkanerna Ascraeus Mons, Pavonis Mons och Arsia Mons. Mons (plural montes) är det latinska ordet för berg och är samtidigt en beskrivande term som används i astrogeologi för bergiga företeelser i solsystemet.

## Allmän beskrivning
De tre vulkanerna i Tharsis Montes är enorma på marknivå och sträcker sig i diameter från 375 km (Pavonis Mons) till 475 km (Arsia Mons). Ascraeus Mons är den högsta med en topphöjd på över 18 km, eller 15 km bas till topp. Som jämförelse är den största vulkan på jorden, Mauna Loa på Hawaii, ungefär 120 km i basdiameter och har en toppnivå som ligger 9 km över havsbotten.
Tharsis Montes-vulkanerna ligger nära ekvatorn, längs toppen av en vidsträckt vulkanisk platå som kallas Tharsis-regionen eller Tharsishöjden. Tharsis-regionen sträcker sig tusentals kilometer över och ligger i genomsnitt 10 km över planetens medelhöjd. Olympus Mons, det högsta kända berget i solsystemet, ligger ungefär 1 200 km nordväst om Tharsis Montes, i utkanten av Tharsis-regionen.
Tharsis Montes upptäcktes av rymdsonden Mariner 9 1971. De var bland de få ytfunktioner som blev synliga när rymdsonden gick in i bana under en global stoftstorm. De visade sig som svaga fläckar genom det dammiga diset och döptes informellt North Spot, Middle Spot och South Spot. En fjärde plats motsvarande albedo-funktionen Nix Olympica blev också synlig och kallades senare Olympus Mons. När stoftet skingrades blev det uppenbart att fläckarna var toppar av enorma sköldvulkaner med komplexa centrala kratrar (kollapskratrar). 
De tre vulkanerna i Tharsis Montes är jämnt fördelade med ca 700 km  från topp till topp, i en linje riktad från sydväst till nordost. Det är troligt att denna anpassning inte är slumpmässig. Flera mindre vulkaniska centra nordost om Tharsis Montes ligger på en förlängning av linjen. De tre vulkanerna, i synnerhet Arsia Mons, har alla kollapsuttryck och raviner, från vilka flankutbrott inträffat, som fördelar dem längs samma nordost-sydväst-linje. Linjen representerar helt klart en viktig strukturell egenskap hos planeten, men dess ursprung är osäker.

## Galleri

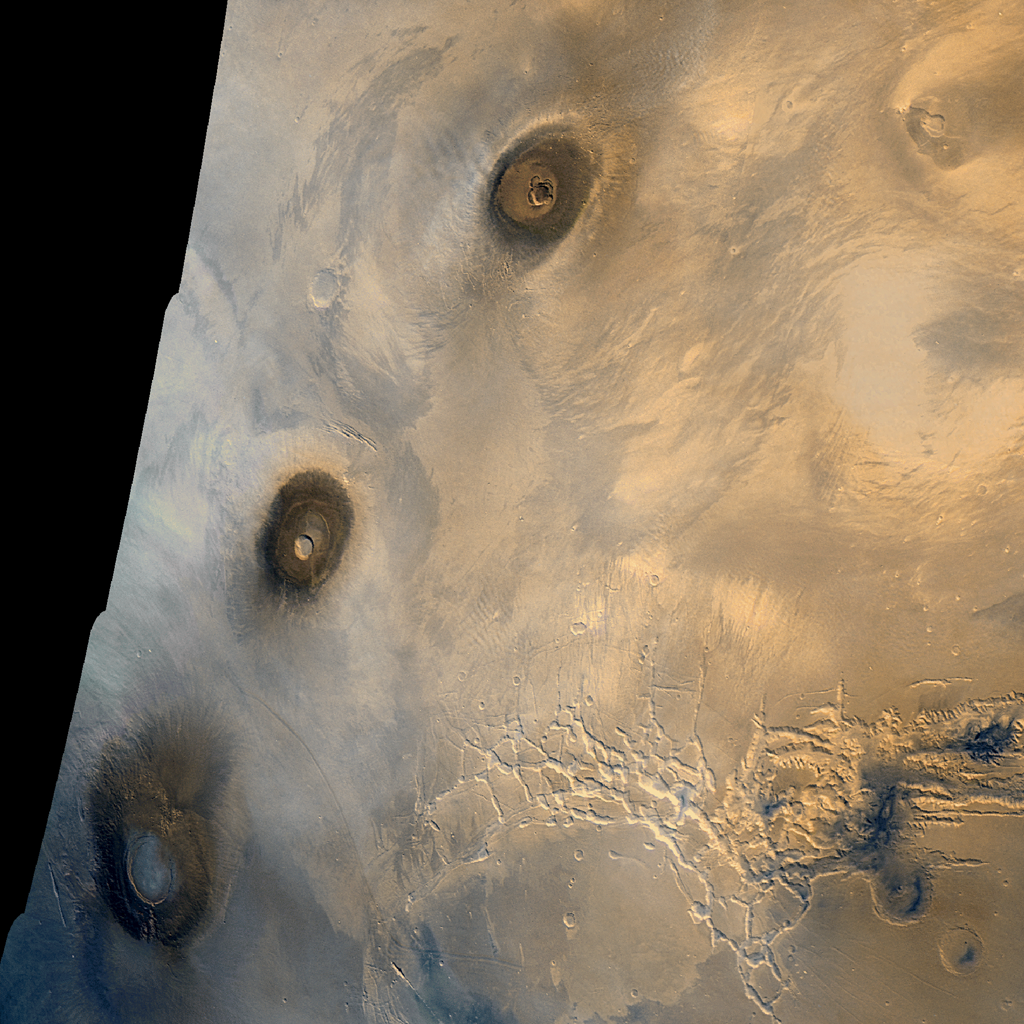
Tre vulkaner utgör Tharsis Montes: Arsia Mons (i söder), Pavonis Mons (i mitten) och Ascraeus Mons (i norr). Bildmosaik från Viking 1 Orbiter (1980).
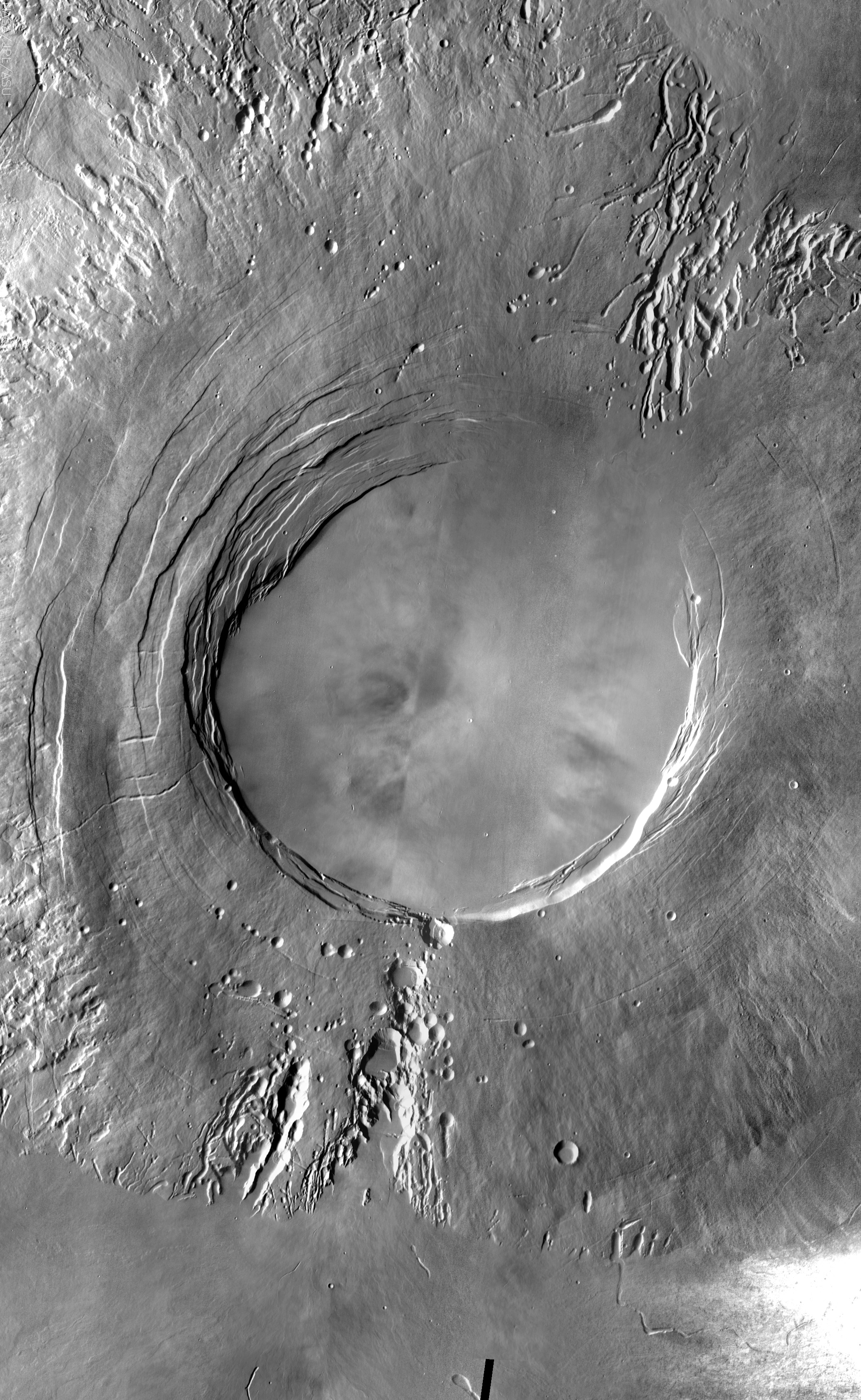
Arsia Mons, sydligaste toppen av Tharsis Montes.
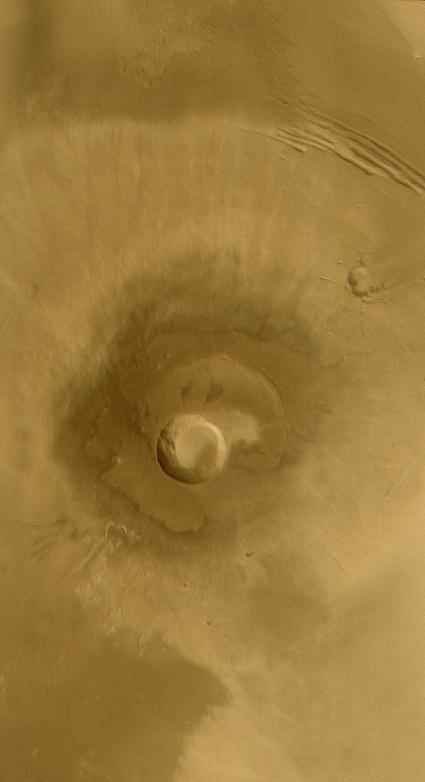
Pavonis Mons, den centrala toppen av Tharsis Montes.
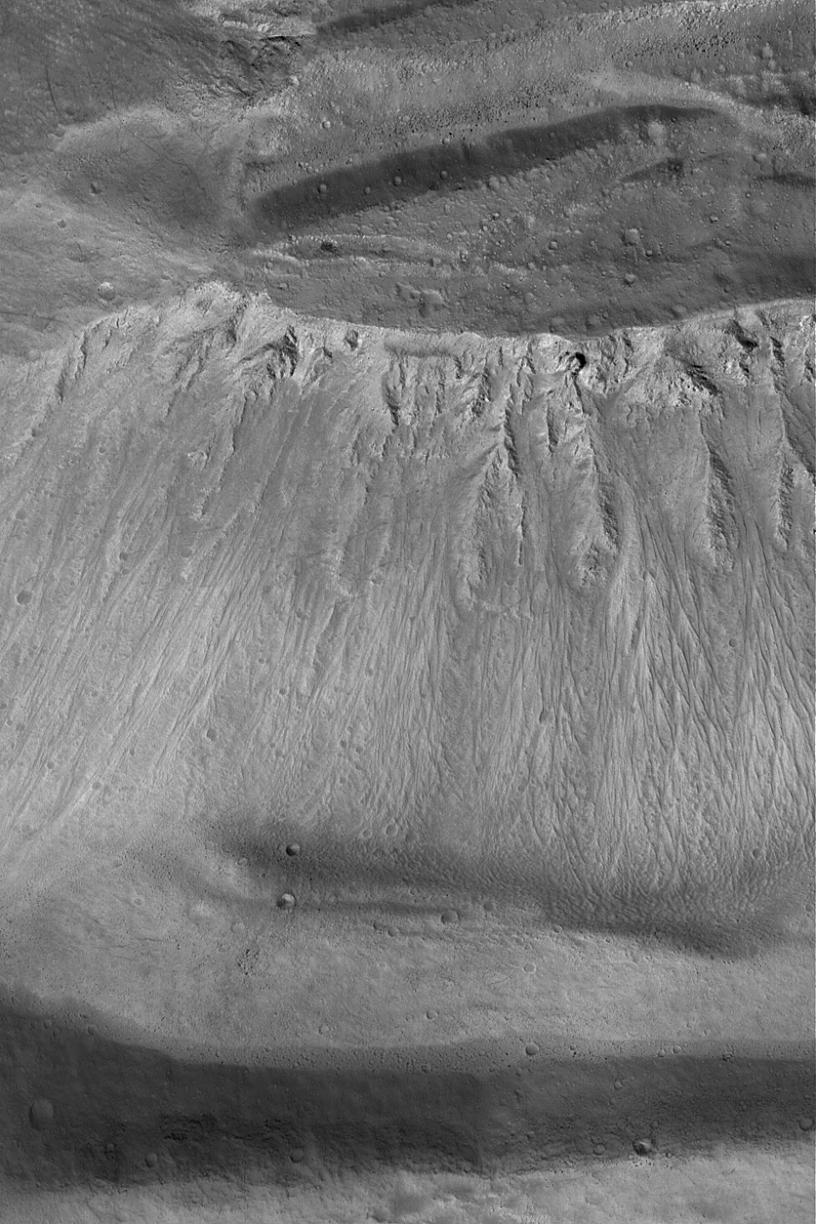
Kratern i Ascraeus Mons, den nordligaste toppen av Tharsis Montes.